# Vilhelm Náhlovský
Vilhelm Náhlovský (25 luglio 1910 – 28 settembre 1969) è stato un calciatore cecoslovacco, di ruolo difensore.

## Carriera

### Nazionale
Gioca il suo primo incontro internazionale il 25 marzo 1934, in una vittoria per 1-2 contro la Francia.